# HIPERLAN
In telecomunicazioni HIPERLAN (HIgh PErformance Radio LAN) è uno standard WLAN (standard TR 101 031 V1.1.1) che descrive una serie di soluzioni europee alternative agli standard statunitensi IEEE 802.11.
A cavallo del 2000 l'ETSI (European Telecommunications Standards Institute), l'ente di
standardizzazione per le comunicazioni, vista la difficoltà tecnologica di innovazione dell'802.11, ha
definito una serie di standard per il trasporto di dati IP, ATM e backhauling UMTS. Un comitato, prima RES poi BRAN, ha suddiviso il progetto in 4 soluzioni (TR 101 031 V1.1.1): HiperLAN (HIgh PErformance Radio
Local Area Network), HiperLAN type 2, HiperACCESS (type 3) e HiperLINK (type 4).
Il mercato era però già saturo di prodotti WiFi, e pochi costruttori hanno investito in una nuova tecnologia per il trasporto dati non mobile, sebbene di prestazioni superiori. I prodotti presenti sul mercato con questa tecnologia sono generalmente di fascia medio-alta, con costi superiori a quelli WiFi.
Gli standard definiscono il livello fisico e in parte il livello datalink, lasciando in alcuni casi libertà all'implementatore sul meccanismo contesa del canale.
Alcuni dei concetti alla base dell'HiperLAN sono poi stati ripresi nel WiMAX (standard 802.16).

## HiperLAN
HiperLAN (EN 300 652 V1.2.1) propone una soluzione wireless locale per il trasporto IP, definendo un
livello fisico a 5 GHz con modulazioni FSK, e lasciando ai costruttori libertà sul livello datalink.
La sua architettura prevede la presenza di una o più stazioni forwarder (lo scopo è quello di inoltrare ai suoi vicini le frame con destinazioni diverse dal suo indirizzo), una o più stazioni non-forwarder (che si limitano a ricevere i messaggi) e stazioni di bridge (per connettere più reti HIPERLAN/1). Ogni stazione forwarder e non-forwarder deve aggiornare una serie di basi di dati per effettuare il routing. Lo standard HIPERLAN tipo 1 ridefinisce lo strato fisico e parte dello strato datalink: specifica i livelli di accesso al mezzo (MAC), di accesso al canale (CAC) e fisico (PHY). Questa tecnologia implementa, inoltre, un sistema di QoS a livello MAC ed un sistema di priorità di accesso al canale a livello CAC. Il controllo di accesso al canale è regolato mediante il protocollo EY-NPMA (Elimination Yeld - Non-preemptive Priority Multiple Access), che permette vi sia un numero relativamente basso di collisioni.

## HiperLAN/2
HiperLAN/2 (TR 101 031 V2.2.1, TS 101 475 V1.3.1, TR 101 683 V1.1.1) riprende il primo tipo e si
propone per collegamenti sia punto-punto che punto-multi-punto a brevi distanze, definendo sia il livello
fisico, sempre a 5 GHz ma con modulazioni anche OFDM, sia il livello datalink, con un meccanismo di
contesa del canale in TDMA (Time Division Multiple Access) e TDD (Time Division Duplexing). La soluzione è pensata per il trasporto di dati IP e trame ATM, e garantisce la Quality of Service (QoS).

## HiperACCESS (type 3)
HiperACCESS (TR 102 003 V1.1.1) illustra un sistema in OFDM su frequenze non definite per il trasporto
dati ad elevata velocità e con bassa latenza per medie distanze, in configurazione punto-multi-punto a
settori utilizzando TDMA e FDD (Frequency Division Duplex); lo scopo sono le applicazioni multimediali e infrastrutture UMTS.

## HiperLINK (type 4)
Infine HiperLINK definisce una soluzione punto-punto sui 17 GHz a banda larga per lunghe distanze (almeno 155 Mbit/s).

## Normative
Gli apparati compatibili con questo standard a 5 GHz hanno emissioni elettromagnetiche limitate, a norma di legge, a 1 Watt EIRP e quindi inferiori a quelle di un'antenna per cellulari. Lo standard lavora in banda ISM su frequenze dei 5,4 gigahertz e consiglia un throughput di 54 Mb/s.
Lasciando libertà sull'implementazione a livello datalink, vi sono varie evoluzioni proprietarie, che raggiungono velocità di 300 Mb/s su frequenze in Banda ISM dei 5 GHz, con un raggio di copertura del segnale che può arrivare fino a 60 km.
L'ufficio Europeo della Radiocomunicazione (ERO) che emana le decisioni della CEPT (Conferenza Europea delle Poste e Telecomunicazioni) in materia di telecomunicazioni ha definito lo standard HIPERLAN in una direttiva del 29 novembre 1999 riguardante l'armonizzazione della banda di frequenze da designare all'uso delle HIPERLAN ERC/DEC(99) 23 e una integrazione del 12 novembre  2004 ECC/DEC(04) 08.
Nell'integrazione non sono state apportate modifiche di rilievo, eccetto alcune precisazioni sulla densità spettrale di potenza del segnale emesso: in particolare i trasmettitori degli apparati Hiperlan outdoor (operanti nel range di frequenze 5,470 - 5,725 GHz), il cui limite EIRP. è 1 watt (pari a 30 dBm), devono trasmettere con una densità spettrale massima di 50 mW/MHz, il che significa che tipicamente dovranno avere canali larghi 20 MHz (50 mW/MHz × 20 MHz = 1 W).
Altre ampiezze di canale sono ammesse, purché non vengano superati i limiti di densità imposti. Secondo la normativa standard Europea ETSI EN 301 893, la massima larghezza di canale ammessa è di 40 MHz. Larghezze inferiori sono permesse fino a 5 MHz.
L'ERO ha poi emanato una decisione, operativa dal 12 novembre del 2004 che ha, di fatto, liberalizzato in tutta l'UE l'uso delle frequenze intorno ai 5 gigahertz, e la tecnologia Hiperlan.
Possibile soluzione al problema del divario digitale, dopo una sperimentazione di due anni, con il decreto Stanca (8 giugno 2005) ne è liberalizzato l'uso in Italia. Vari provider hanno costruito reti Hiperlan per fornire connettività, con buoni successi. La limitazione principale alla copertura con questo tipo di tecnologia è il fatto che i collegamenti debbano essere a vista, ovvero le antenne delle due stazioni devono vedersi senza che vi siano ostacoli di mezzo.

## EY-NPMA
Questo protocollo proprietario, per esteso Elimination-Yeld Non-preemptive Priority Multiple Access, è utilizzato per la gestione dell'accesso al canale dallo strato CAC (sotto strato del datalink). Il funzionamento di questo protocollo si snoda attraverso tre fasi fondamentali: prioritizzazione, contesa e trasmissione.
Detto N il numero di priorità definite da tale protocollo, durante la prima fase una stazione che vuole trasmettere dati ascolta il canale per un numero di slot proporzionali alla priorità assegnatale (da 0 a N-1), se nella sottofase di ascolto (Priority Detection) sente che esistono stazioni con priorità più alta (valore più basso) si ritira dalla contesa, altrimenti nella sottofase di Priority Assertion, invia un burst di dati per dichiarare la propria priorità. Al termine di questa fase sopravviveranno stazioni con la medesima priorità.
Nella fase di contesa (si snoda in tre sottofasi: Elimination, Elimination Survival Verification, Yeld) ogni stazione trasmette un burst di lunghezza variabile (usando una legge geometrica) fermandosi quindi in un istante diverso (Elimination Phase). Quando ogni stazione smette di trasmettere rileva il canale di nuovo e se sente che c'è un'altra stazione che sta ancora trasmettendo perché ha scelto un burst più lungo si elimina (Elimination Survavival Verification). Esiste però ancora la possibilità che due nodi aventi la stessa priorità abbiano scelto un burst della stessa lunghezza, quindi sopravvivono entrambi alla sottofase di Elimination Survival Verification perché nessuno si può accorgere dell'altro. Ecco perché c'è bisogno della sottofase di Yeld, cioè i sopravvissuti alla precedente sottofase (Elimination Survival Verification) scelgono un periodo di tempo casuale per ascoltare il canale prima di trasmettere i dati, la stazione che ha scelto il tempo più piccolo sentirà il canale inattivo e trasmetterà i dati, mentre le altre sopravvissute avendo scelto un tempo maggiore sentiranno a questo punto il canale occupato, si ritireranno e parteciperanno per il prossimo ciclo di accesso al canale.
Nella terza fase il nodo superstite trasmette. Non è garantito che non vi siano collisioni, tuttavia la probabilità che queste accadano è molto bassa.
È degno di nota il fatto che la fase di eliminazione, in realtà, selezioni i nodi che effettuano raffiche più lunghe.
Le frequenze utilizzate dall'Hiperlan sono le stesse usate dai radar, per questo motivo questo standard europeo implementa TPC (Transmit Power Control) e il DFS (Dynamic Frequency Selection) che evitano interferenze possibilmente dannose con questi apparati.